# 金背三趾啄木鸟
金背三趾啄木鸟（学名：Dinopium javanense）为啄木鸟科金背三趾啄木鸟属的鸟类，分布於印度與孟加拉南部、中南半島、印尼的蘇門答臘、爪哇與婆羅洲。種名係指爪哇島，是该物种的模式产地。

## 亚种
- 金背三趾啄木鸟云南亚種（学名：Dinopium javanense intermedium）。在中国大陆，分布于青海、甘肃等地。该物种的模式产地在尼泊尔。[3]